# Claire Spicknall
Claire Spicknall (2007) es una deportista australiana que compite en acuatlón. Ganó una medalla de plata en el Campeonato Mundial de Acuatlón de 2024.

## Palmarés internacional
| Campeonato Mundial | Campeonato Mundial     | Campeonato Mundial | Campeonato Mundial |
| Año                | Lugar                  | Medalla            | Prueba             |
| ------------------ | ---------------------- | ------------------ | ------------------ |
| 2024               | Townsville (Australia) | Medalla de plata   | Individual         |